# Protaetia opaca
Protaetia opaca (Fabricius, 1787) è un coleottero appartenente alla famiglia degli Scarabeidi (sottofamiglia Cetoniinae).

## Descrizione

### Adulto
P. opaca si presenta come un coleottero di dimensioni medie, oscillanti tra i 16 e i 27 mm. Presenta un corpo tozzo e robusto, di color nero opaco.

### Larva
Le larve si presentano come dei vermi bianchi dalla foma a "C", con il capo e le tre paia di zampe atrofizzate.

## Biologia
Gli adulti compaiono a primavera, restando visibili anche in estate e sono di abitudini diurne. Si possono osservare sui fiori, sui tronchi degli alberi intenti a nutrirsi della linfa e, occasionalmente, anche sugli alveari. Le larve si sviluppano nel terreno, nutrendosi del legno marcio. Occasionalmente possono anche svilupparsi nel letame.

## Distribuzione e habitat
P. opaca è diffusa in Africa settentrionale e in Europa meridionale, dalla Penisola Iberica all'Italia, in cui è reperibile anche nelle isole.

## Conservazione
P. opaca è inserita nella Lista rossa IUCN come specie a rischio minimo.